# Вибор
Вѝбор (на датски: Viborg, [ˈʋibɒːˀ]) е град в Централна Дания, област Централна Ютландия, главен административен център на едноименния амт Вибор. Разположен е на полуостров Ютланд на западния бряг на езерото Сьонерсьо. Шосеен транспортен възел има жп гара. Основан е през 961 г. Население 94 486 души от преброяването към 1 януари 2014.

## Спорт
Представителният футболен отбор на града носи името Вибор ФФ.

## Известни личности
Родени
- Бенямин Кристенсен (1879 – 1959), датски кинорежисьор

## Побратимени градове
- Далвик
- Кечкемет
- Лунд
- Люнебург
- Мариямполе
- Порвоо
- Хамар